# روميو أ. هورتون
روميو أ. هورتون (بالإنجليزية: Romeo A. Horton)‏ هو شخصية أعمال ليبيري، ولد في 20 أغسطس 1923، وتوفي في 2005.